# کامشگران
کامشگران، روستایی از توابع بخش مرکزی شهرستان قروه در استان کردستان ایران است. این روستا دارای زمین‌های عالی و غنی و مناسب برای کشاورزی است که آب آن از چاه‌های کشاورزی تامین می‌شود. محصولات غالب این روستا شامل: گندم ، سیب‌زمینی، یونجه و ... است.و مردمان بسیار خون گرمی دارند

## جمعیت
این روستا در دهستان پنجه علی قرار دارد و براساس سرشماری مرکز آمار ایران در سال ۱۳۸۵، جمعیت آن ۷۱۶ نفر (۱۶۲خانوار) بوده‌است.